# Queen (album)
Queen is de eerste lp van de Britse rockgroep Queen. De plaat stamt uit het jaar 1973 en is opgenomen op verschillende tijden, op momenten dat de Trident Studios in Londen niet geboekt stond, wat meestal alleen 's nachts was. Verschillende demo's zijn opgenomen in het De Lane Lea Studios.

## Tracklist
Side 1:
1. Keep Yourself Alive - (May) (3:47)
2. Doing All Right - (May, Staffell) (4:09)
3. Great King Rat - (Mercury) (5:43)
4. My Fairy King - (Mercury) (4:08)

Side 2:
1. Liar - (Mercury) (6:25)
2. The Night Comes Down - (May) (4:23)
3. Modern Times Rock 'n' Roll - (Taylor) (1:48)
4. Son and Daughter- (May) (3:20)
5. Jesus - (Mercury) (3:44)
6. Seven Seas of Rhye... (Instrumentaal) - (Mercury) (1:15)

## Tracks

### Keep Yourself Alive
Brian May schreef "Keep Yourself Alive" nadat de band begon, maar voordat bassist John Deacon bij de band kwam. May schreef het nummer als ironisch, maar dit veranderde compleet nadat Freddie Mercury het nummer zong. May en drummer Roger Taylor zingen de brug van het nummer ("Do you think you're better everyday? No I just think I'm two steps nearer to my grave")

### Doin' All Right
"Doin' All Right" is geschreven door May en Tim Staffell in de band die uiteindelijk de voorloper van Queen werd, Smile. Het nummer verandert vaak van tempo, van lichte popmuziek met akoestische gitaren naar een heavy-metalstuk. Dit is een van de weinige Queen-nummers waarop May piano speelt en het eerste nummer waarop Mercury live piano speelde. Naast zijn bekende Red Special-gitaar speelde May op dit nummer ook een akoestische gitaar van Hairfred. Staffell zong het nummer als een Smile-nummer, terwijl Mercury hetzelfde deed als Queen-nummer. Het belandde op de B-kant van de single "Liar".

### Great King Rat
"Great King Rat" is de eerste Mercury-compositie op het album. Het is een goed voorbeeld van het vroege werk van Queen, met lange, heftige composities met lange gitaarsolo's en plotselinge tempoveranderingen.

### My Fairy King
"My Fairy King" is ook geschreven door Mercury en gaat over een fantasiewereld genaamd Rhye, waar hij later nog meer over zou zingen, met als bekendste voorbeeld "Seven Seas of Rhye". Het is het eerste nummer op het album waar Mercury piano speelt. May was hier zeer enthousiast over, en vanaf dat moment speelde Mercury op de meeste nummers piano.
Voordat hij dit nummer schreef, was Mercury bekend als Freddie Bulsara, en volgens hem heeft dit nummer hem geïnspireerd om zijn achternaam te veranderen. Het nummer bevat de tekst "Oh mother mercury mercury, look what they've done to me, I cannot run I cannot hide". Freddie zei hierover dat het voelde alsof hij over zijn eigen moeder zong en veranderde zijn naam in Freddie Mercury.
Het nummer was geschreven toen de band in de studio stond voor dit album en bevat veel zanglagen en vocale harmonieën, waar Mercury gek op was. Taylor laat hier ook zijn vocale vaardigheden horen, met een paar van de hoogste noten in de compositie. Mercury haalde enkele regels uit het gedicht "De rattenvanger van Hamelen" van Robert Browning.

### Liar
"Liar" werd geschreven door Mercury in 1970 toen hij nog bekend was onder zijn echte naam Farrokh Bulsara en voor John Deacon bij de band kwam. Het is een van de heftigere nummers van de band. Het is een van de weinige Queen-nummers uit de jaren 70 waarop een Hammondorgel wordt gebruikt.
Sommige fans beweren dat Deacon op dit nummer een van zijn weinige achtergrondvocalen zong op de regel "all day long", omdat hij dat deed in de liveversies en in de videoclip. In beide gevallen deden Mercury, May en Taylor ook mee, waardoor het niet bekend is of het een truc is of dat Deacon echt niet genoemde achtergrondvocalen deed. Zowel in de clip als in liveversies zingt Deacon in de microfoon van Mercury.

### The Night Comes Down
"The Night Comes Down" is geschreven door May kort nadat de band startte onder de naam Queen. Het nummer werd in december 1971 opgenomen als demo in de De Lane Lea Studios en deze versie is uiteindelijk ook opgenomen op het album, ondanks dat ze het nummer ook in de Trident Studios hadden opgenomen. De band koos echter voor de De Lane Lea-versie omdat deze versie "nog steeds superieur klonk". De Trident-versie is nooit uitgebracht en is zelfs ook nog nooit voorgekomen op bootlegs.
In dit nummer zit ook een waarschijnlijke referentie van het Beatles-nummer "Lucy in the Sky with Diamonds" in de regel "When I was young it came to me, and I could see the sun breaking, Lucy was high and so was I, dazzling, holding the world inside". May is een fan van de Beatles en heeft in verschillende interviews gesproken over hun invloed op zijn muziek.

### Modern Times Rock 'n' Roll
"Modern Times Rock 'n' Roll" is geschreven door Taylor, die ook de leadvocalen zingt in het nummer, wat dit het eerste Queen-nummer maakt waarop Mercury niet de leadvocalen zong. Het is nog twee keer heropgenomen voor de BBC. De eerste heropname was in december 1973 in de show van John Peel, wat uiteindelijk op het album Queen at the Beeb belandde. De tweede heropname vond plaats in april 1974 in de show van Bob Harris, maar heeft het daglicht niet gezien met uitzondering van enkele bootlegs en verschilt van de albumopname met een langzamer tempo en extra vocalen van Mercury.

### Son and Daughter
"Son and Daughter" is in 1972 geschreven door May en belandde op de B-kant van de single Keep Yourself Alive. Live werd het nummer opgevoerd tot 1975, inclusief de beroemde gitaarsolo van May die echter niet op de albumversie voorkomt. Deze solo werd niet opgenomen tot 1974, tot het nummer "Brighton Rock" van het album "Sheer Heart Attack". Tot deze tijd zou de gitaarsolo het midden van het "Son and Daughter" vervangen, waardoor de rest van de band even kon pauzeren en zich kon omkleden.
Niet zoals veel nummers uit de beginperiode van Queen, zoals "Keep Yourself Alive", "Liar", "Seven Seas of Rhye" en "In the Lap of the Gods... Revisited", werd dit nummer van 1984 tot 1986 niet live uitgevoerd in de tijd dat de hitsingles van Queen de liveshows domineerden. Het nummer representeert het eerdere werk van Queen, geïnspireerd door bluesrock en heavy metal.

### Jesus
"Jesus" is geschreven door Mercury en vertelt het verhaal van Jezus van Nazareth. Het nummer bevat twee akkoorden tijdens de coupletten met een lange instrumentale break die leidt naar het eind van het nummer. 

### Seven Seas of Rhye...
"Seven Seas of Rhye..." was half-geschreven door Mercury toen dit album uitkwam en maakte het af voor het tweede album, Queen II.

## Singles
- Keep Yourself Alive was de eerste Queen-single.
- In de VS komt een editversion van het nummer Liar uit.

## Trivia
- Bassist John Deacons naam staat op de hoes vermeld als Deacon John, omdat Mercury en Taylor dachten dat dit hem interessanter maakte. Vanaf Queen II staat op de hoes gewoon John Deacon vermeld.
- Het nummer "Doin' All Right" is officieel een nummer van de voorloper van Queen, Smile
- Een vroege mix van het album bevatte het nummer 'Mad The Swine' wat op kant A tussen "Great King Rat" en "My Fairy King" zou komen te staan. Na onenigheid over de drums/percussie werd het nummer weggelaten voor de officiële release. Het nummer verscheen in 1991 alsnog als B-kant van de Single 'Headlong'.